# Mullerornis
 (septembre 2018).
Si vous disposez d'ouvrages ou d'articles de référence ou si vous connaissez des sites web de qualité traitant du thème abordé ici, merci de compléter l'article en donnant les références utiles à sa vérifiabilité et en les liant à la section « Notes et références ».
Genre
Espèce
Synonymes
- † Flacourtia Andrews 1895
- † Mullerornis betsilei Milne-Edwards & Grandidier, 1894
- † Mullerornis agilis Milne-Edwards & Grandidier, 1894
- † Mullerornis rudis Milne-Edwards & Grandidier, 1894

Mullerornis est un genre éteint d’« oiseaux-élephants » de la famille des Aepyornithidae, ordre des Aepyornithiformes, ayant existé à Madagascar jusque vers le XIIIe siècle. 
Une recherche publiée en 2018 par les chercheurs Hansford et Turvey de la Zoological Society of London a défini uniquement 4 espèces d’« oiseaux-élephants » (au lieu de 15 précédemment), réparties en trois genres : Aepyornis hildebrandti, Aepyornis maximus, Mullerornis modestus et Vorombe titan.

## Description

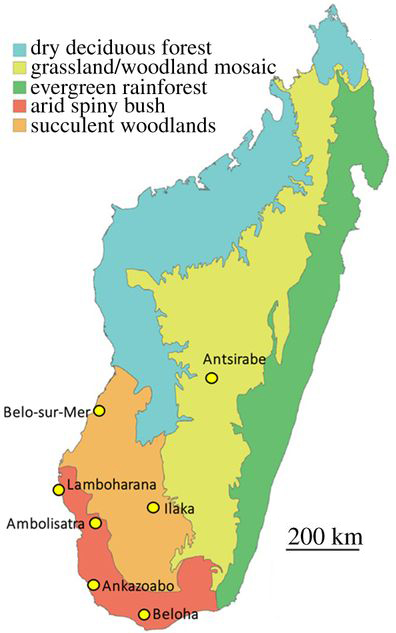
Carte de Madagascar montrant où ont été découverts les restes de l'espèce Mullerornis modestus.